# Абдразаков Амір Габдульманович
Амі́р Габдульма́нович Абдраза́ков (15 січня 1934, село Каїпкулово — 6 березня 2008, місто Уфа) — башкирський актор, режисер, заслужений працівник культури Башкирії (1974).

## Життєпис
Амір Габдульманович народився 15 січня 1934 року в селі Каїпкулово Александровського району Оренбурзької області. 1959 року закінчив башкирську студію при ГІТІСі імені А. В. Луначарського (клас О. І. Пижової та Б. В. Бібікова). У 1959—1962 роках був актором Башкирського академічного театру драми імені Мажита Гафурі. 1962 року перейшов на режисерську роботу у Комітет по радіомовленню і телебаченню при Раді міністрів Башкирської АРСР. Створив приблизно 50 фільмів.
Вперше на башкирському телебаченні зняв багатосерійні художні телефільми за однойменними романами «Золото збирається по крупинкам» Янибая Хамматова (1979), «Кінзя» Галімджана Ібрагімова (1986) (виступив сценаристом разом із Ф. Біїшевим). Організував і став першим директором кіностудії «Башкортостан» (1990), де зняв фільми «Ахмет-Закі Валіді Тоган» (1990), «Акмулла» (1990), «Ішмулла» (1991). З 1994 року викладав в Уфимському інституті мистецтв. Член правління Спілки театральних діячів Башкортостану.
Найкращі театральні ролі:
- Степан — «Безталанна» Івана Карпенка-Карого;
- Герт — «Загибель Надії» Германа Геєрманса;
- Ведьорніков — «Роки подорожей» Олексія Арбузова;
- Тумербулат — «Він повернувся» Ангама Атнабаєва;
- Надір — «Чорні троянди» Сахіба Джамаля;
- Хаєрнас — «Хлопець є хлопець» Назара Наджмі.

Музичні фільми:
- 1969 — Пісня мого народу;
- 1970 — Весілля, Крила душі;
- 1973 — Їде наречена;
- 1984 — Загір Ісмагілов.

Документальні фільми:
- «Революціонер-дипломат» (1992)
- «Народний поет» (1990)